# Elsa Margrethe (skib fra 1926)
Elsa Margrethe af Kolding blev bygget som snurrevodskutter i 1926 i Esbjerg og fiskede frem til 70'erne i Nordsøen.
Skibet blev herefter sejlet til Kolding, hvor hun, grundet manglende vedligehold, gik til og sank. I 1982 blev hun atter hævet og har siden gennemgået en omfattende renovering. Elsa Margrethe er i dag godkendt af Søfartsstyrelsen til sejlads med passagerer, hvor turene sejles i Kolding Fjord, samt Lillebælt. 
Kutteren, der nu er galease-rigget, er karakteristisk ved den høje mast samt et velholdt ydre. Endvidere gør det gamle skib det godt i de traditionelle danske kapsejladser – Limfjorden Rundt og Fyn Rundt.

## Fakta
| Bygget:          | 1926 i Esbjerg                       |
| Rig:             | Galease                              |
| Tonnage:         | 34 BT                                |
| Længde over alt: | 25 m                                 |
| Bredde:          | 5 m                                  |
| Mastehøjde:      | 23 m                                 |
| Sejlareal:       | 200 kvm                              |
| Motor:           | 225 HK Perkins                       |
| Besætning:       | 2                                    |
| Dagsejlads:      | 20 gæster                            |
| Overnatning:     | 12 gæster                            |
| Aptering:        | Salon, 16 køjepladser, toilet og bad |